# Мурхауз, Роджер
Ро́джер Мурхаус (род. 1968) — британский историк и писатель.

## Образование
Он родился в Стокпорте, Чешир, Англия, учился в школе Берхамстеда и получил высшее образование в школе славянских и восточноевропейских исследований Лондонского университета, получив степень магистра истории и политики в 1994 году.
Будучи студентом, Мурхаус работал исследователем у профессора Нормана Дэвиса, участвуя во многих из самых известных публикаций последнего времени, в том числе „Европа: история“, „Острова: история“ и „ Восстание '44“, а кульминацией стала публикация в 2002 году:  он — автор исследования по истории города Вроцлава (бывшего немецкого Бреслау) под названием „Микрокосм: портрет центральноевропейского города“.

## Основные публикации
В 2006 году была опубликована первая сольная книга Мурхауса „Убить Гитлера“, которая с тех пор неоднократно переводилась. В новостном репортаже CNN от 3 сентября 2011 года „Убийство Гитлера“ было показано на столе Аль-Саади Каддафи после того, как он покинул свой кабинет после краха режима Каддафи в Ливии.
Репортер Ник Робертсон предположил, что Каддафи читал книгу перед бегством.
Его следующая книга „Берлин на войне: жизнь и смерть в гитлеровской столице, 1939-45“ представляет собой социальную историю Берлина во время Второй мировой войны и была опубликована летом 2010 года. В статье в Financial Times Эндрю Робертс прокомментировал: „Немногие книги о войне действительно увеличивают сумму наших коллективных знаний об этом исчерпывающе освещенном периоде, но эта делает это“. „Берлин в войне“ был включён в книги года за 2010 год по версии The Daily Telegraph и журнала The American Spectator, а также вошел в шорт-лист премии Хесселла-Тилтмана в области истории.
В 2014 году была опубликована книга Мурхауса „Альянс дьяволов: пакт Гитлера со Сталиным, 1939—1941“ . Несмотря на похвалу книги за „мастерское“ описание подписания пакта Молотова-Риббентропа, историк Ричард Дж. Эванс возражал против „несбалансированного подхода“ к преступлениям Советов по сравнению с преступлениями нацистов и утверждал, что „при всех своих достоинствах, это глубоко проблемная книга“. Другие рецензенты книги были более позитивны: The Wall Street Journal назвал ее „превосходной“ а The Daily Telegraph включила ее в список „Книг года“ в 2014 году.
Более поздняя публикация Мурхауса „Первыми вступившие в бой: Польская война 1939 г.“ (2019 г. в Великобритании; 2020 г. в США, как „Польша 1939 г.“) о немецко-советском вторжении в Польшу в сентябре 1939 г. получила широкое признание („потрясающее“, по мнению The Telegraph, „глубоко исследованная, очень хорошо написанная… стандартная работа“, по словам Эндрю Робертса, „своевременная и авторитетная“ по версии The Spectator), названная среди книг года в 2019 году журналом BBC History Magazine и The Daily Telegraph; вошла в шорт-лист медали герцога Веллингтона по военной истории 2020 года. Однако похвала ни в коем случае не была всеобщей. В статье в »Литературном приложении к «Таймс»" Анита Дж. Пражмовска заявила, что «Мурхаус игнорирует тот факт, что Польша действительно проводила свою собственную независимую внешнюю политику в течение всего межвоенного периода», что «он особенно нещедро признаёт, что у нас есть хорошие истории того периода» и что он «отказывается признать роль Франции в кризисе сентября 1939 года».

## Общие сведения
Мурхаус свободно говорит по-немецки и является специалистом по современной истории Германии, особенно по Адольфу Гитлеру и Третьему рейху . В этом качестве он писал для The Times, The Independent on Sunday и Financial Times, а также является постоянным автором статей для журналов BBC History и History Today. Мурхаус все больше занимается современной польской историей, особенно периода военного времени.
Мурхаус регулярно выступает с ораторами и выступал, в частности, на Эдинбургском международном книжном фестивале и литературном фестивале в Бате. С 2016 года он является приглашённым профессором Европейского колледжа в Натолине под Варшавой. Он является членом Королевского исторического общества.

## Другие публикации
- Jak powstało Powstanie '44, Норман Дэвис, (Знак, Краков, 2005), Глава
- Люди, которые пытались убить Гитлера, Роджер Манвелл и Генрих Френкель, (Frontline Books, 2008), Введение
- Он был моим начальником: Мемуары секретаря Адольфа Гитлера Кристы Шредер (Frontline Books, 2009), Введение
- С Гитлером до конца: Мемуары камердинера Гитлера, Хайнц Линге, (Frontline Books, 2009), Введение
- Знаменитый пешеход и другие исторические диковинки (BBC History, 2009), Вклады
- Я был шофером Гитлера: Мемуары Эриха Кемпки, Эрих Кемпка, (Frontline Books, 2010), Введение
- Гитлер, которого я знал, Отто Дитрих, (Skyhorse Publishing, 2010), Введение
- Рука истории: антология цитат и комментариев, Майкл Левенталь (редактор), (Frontline Books, 2011), вклад
- Пока Берлин горит, de[англ.], (Pen & Sword Books, 2012), Введение
- Антология снайпера, Мартин Пеглер (ред.), (Frontline Books, 2012), глава о Симо Хяюхе
- Гитлер был моим другом: Мемуары фотографа Гитлера, Генриха Гофмана, (Frontline Books, 2012), Введение (ISBN 978-1-84832-608-8)
- Корабль судьбы: История теплохода «Вильгельм Густлофф» (2016)
- Третий Рейх в 100 объектах (Greenhill Books, 2017).

## Награды и почести
- Вошел в шорт-лист премии Хесселя-Тилтмана за историю Берлина в войне (2010)[7].
- Вошел в шорт-лист медали герцога Веллингтона за военную историю 2020 года как «Первыми вступившие в бой» (2019)[14].
- Вошел в шорт-лист военной книги года 2020 британской армии как «Первыми вступившие в бой» (2019)[15].
- Награждён Рыцарским крестом Ордена «За заслуги перед Республикой Польша» (2020)[16].
- Лауреат Премии истории МИД Польши «Первыми вступившие в бой» (2019)[17].

## Личная жизнь
Мурхаус женат, имеет двоих детей и живёт в Тринге, Хартфордшир.